# Инвиль (Люцерн)
Инвиль (нем. Inwil LU) — коммуна в Швейцарии, в кантоне Люцерн. 
Входит в состав округа Хохдорф. Население составляет 2113 человек (на 31 декабря 2006 года). Официальный код — 1033.

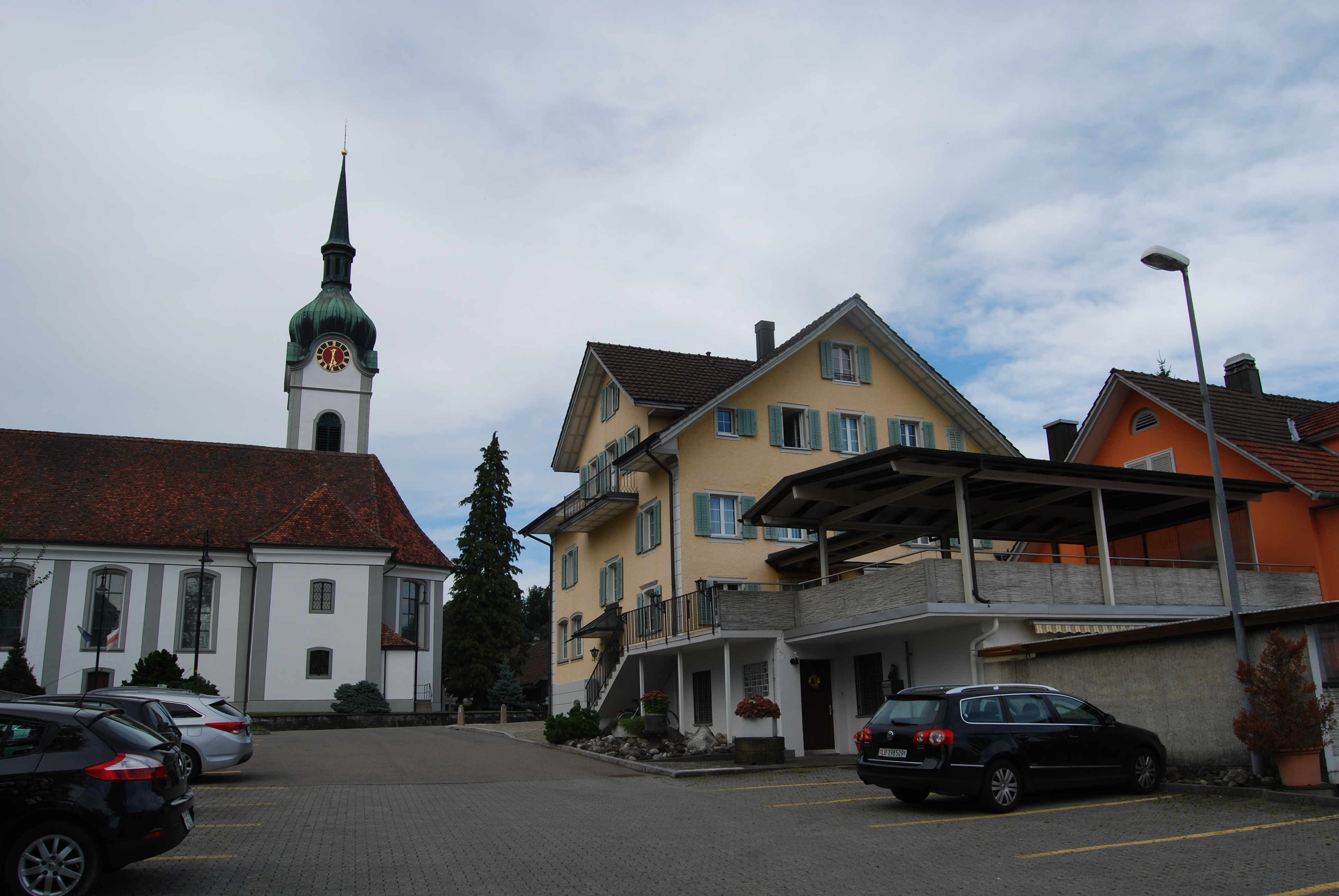
Инвиль